# Charles Rocket
Charles Rocket, pseudonimo di Charles Adams Claverie (Bangor, 28 agosto 1949 – Canterbury, 7 ottobre 2005), è stato un attore statunitense.

## Biografia
Charles Rocket nasce a Bangor, nel Maine. Nel 1960 frequenta la Rhode Island School of Design, dove incontra molti personaggi famosi, tra cui David Byrne e Gus Van Sant. Era noto per aver preso parte al cast del programma televisivo Saturday Night Live e nei film Scemo & più scemo e Hocus Pocus.
Il 7 ottobre 2005 fu rinvenuto senza vita nel giardino della sua casa a Canterbury, in Connecticut, con la gola tagliata. Dieci giorni dopo il decesso, gli esami medici confermarono che si è trattato di suicidio. Il suo corpo venne in seguito cremato.

### Vita privata
Rocket era sposato con la sua compagna del liceo Beth Crellin, con la quale rimase sposato fino alla sua morte e dalla quale ebbe un figlio, Zane.

## Filmografia

### Cinema
- Dal College... con furore! (Fraternity Vacation), regia di James Frawley (1985)
- Miracles, regia di Jim Couf (1986)
- Doppio gioco (Down Twisted), regia di Albert Pyun (1987)
- Le ragazze della Terra sono facili (Earth Girls Are Easy), regia di Julien Temple (1988)
- Commissione d'esame (How I Got into College), regia di Savage Steve Holland (1989)
- Nella buona e nella cattiva sorte (Honeymoon Academy), regia di Gene Quintano (1990)
- Balla coi lupi (Dance with Wolves), regia di Kevin Costner (1990)
- Fuori di testa (Delirious), regia di Tom Mankiewicz (1991)
- Hocus Pocus, regia di Kenny Ortega (1993)
- America oggi (Short Cuts), regia di Robert Altman (1993)
- Brain Smasher... il buttafuori & la modella (Brainsmasher... A Love Story), regia di Albert Pyun (1993)
- Il fantasma di Charlie (Charlie's Ghost Story), regia di Anthony Edwards (1994)
- Wagons East!, regia di Peter Markle (1994)
- It's Pat, regia di Adam Bernstein (1994)
- Scemo & più scemo (Dumb and Dumber), regia di Peter Farrelly (1994)
- Il gemello scomodo (Steal Big Steal Little), regia di Andrew Davis (1995)
- Le avventure di Tom Sawyer e Huck Finn (Tom and Huck), regia di Peter Hewitt (1995)
- Murder at 1600 - Delitto alla Casa Bianca (Murder at 1600), regia di Dwight H. Little (1997)
- Due padri di troppo (Fathers' Day), regia di Ivan Reitman (1997)
- Titan A.E., regia di Don Bluth, Gary Goldman e Art Vitello (2000)
- Shade - Carta vincente (Shade), regia di Damian Nieman (2003)

### Televisione
- Saturday Night Live – programma TV, 12 episodi (1980-1981)
- The Outlaws, regia di James Frawley – film TV (1984)
- Poliziotti alle Hawaii (Hawaiian Heat) – serie TV, episodio 1x10 (1984)
- The Investigators – serie TV (1984)
- Mai dire sì (Remington Steele) – serie TV, episodio 3x14 (1985)
- California Girls, regia di Rick Wallace – film TV (1985)
- The Steel Collar Man, regia di James Frawley – film TV (1985)
- Hardcastle & McCormick (Hardcastle and McCormick) – serie TV, episodio 3x03 (1985)
- Miami Vice – serie TV, episodio 2x16 (1986)
- Max Headroom – serie TV, 4 episodi (1987-1988)
- Murphy's Law – serie TV, 5 episodi (1988-1989)
- Moonlighting – serie TV, 6 episodi (1985–1989)
- In famiglia e con gli amici (Thirtysomething) – serie TV, episodio 3x22 (1990)
- Doctor Doctor – serie TV, episodio 3x05 (1990)
- La signora in giallo (Murder, She Wrote) – serie TV, episodio 7x05 (1990)
- Parker Lewis (Parker Lewis Can't Lose) – serie TV, episodio 1x20 (1991)
- In viaggio nel tempo (Quantum Leap) – serie TV, 2 episodi (1990-1992)
- Tequila e Bonetti (Tequila and Bonetti) – serie TV, 12 episodi (1992)
- Flying Blind – serie TV, 5 episodi (1993)
- Wild Palms – miniserie TV, episodi 1x02-1x03 (1993)
- Wings – serie TV, episodio 5x23 (1994)
- Lois & Clark - Le nuove avventure di Superman (Lois & Clark: The New Adventures of Superman) – serie TV, episodio 2x06 (1994)
- La famiglia Brock (Picket Fences) – serie TV, episodio 4x16 (1996)
- The Home Court – serie TV, 20 episodi (1995-1996)
- Jarod il camaleonte (The Pretender) – serie TV, episodio 1x06 (1996)
- Grace Under Fire – serie TV, episodio 5x07 (1997)
- Jenny – serie TV, episodio 1x12 (1998)
- Cybill – serie TV, 2 episodi (1998)
- Tracey Takes On... – serie TV, episodio 4x08 (1999)
- Star Trek: Voyager – serie TV, episodio 5x16 (1999)
- X-Files (The X Files) – serie TV, episodio 6x20 (1999)
- Normal, Ohio – serie TV, 12 episodi (2000)
- Star Patrol!, regia di Jonathan Frakes – film TV (2000)
- Una famiglia del terzo tipo (3rd Rock from the Sun) – serie TV, episodio 6x11 (2001)
- Greg the Bunny – serie TV, episodio 1x8 (2002)
- The King of Queens – serie TV, episodio 5x18 (2003)
- Il tocco di un angelo (Touched by an Angel) – serie TV, 12 episodi (1994–2003)
- Law & Order: Criminal Intent – serie TV, episodio 3x13 (2004)

## Doppiatori italiani
Nelle versioni in italiano delle opere in cui ha recitato, Charles Rocket è stato doppiato da:
- Alessandro Rossi in Tequila e Bonetti, Shade - Carta vincente
- Sergio Di Giulio in Moonlighting (ep. 2x01 e 3x01)
- Massimo Corvo in Le ragazze della Terra sono facili
- Antonio Sanna in Balla coi lupi[1]
- Francesco Prando in La signora in giallo
- Massimo Rinaldi in Hocus Pocus
- Edoardo Siravo in Scemo & più scemo
- Wladimiro Grana ne Il gemello scomodo
- Gino La Monica in Jarod il camaleonte
- Massimo Lodolo in Murder at 1600 - Delitto alla Casa Bianca
- Sergio Di Stefano in Due padri di troppo
- Fabrizio Temperini in X-Files
- Marco Balzarotti in Normal, Ohio
- Oliviero Corbetta in Law & Order: Criminal Intent